# Giennadij Truchmanow
Giennadij Dormidontowicz Truchmanow, ros. Геннадий Дормидонтович Трухманов (ur. ok. 1888, zm. 6 sierpnia 1965 w Perth w Australii) – rosyjski wojskowy (sztabsrotmistrz), emigracyjny działacz wojskowy, oficer Rosyjskiego Korpusu Ochronnego podczas II wojny światowej.
Ukończył seminarium duchowne, a następnie wojskową szkołę kawaleryjską w Twerze. Służył w 12 pogranicznym pułku kawalerii. Brał udział w I wojnie światowej, a następnie wojnie domowej w Rosji po stronie białych. Był sztabsrotmistrzem szwadronu 10 pułku dragonów, 10 ingermandskiego pułku husarskiego, a ostatecznie 1 pułku kawalerii. W listopadzie 1920 r. wraz z resztkami wojsk białych został ewakuowany z Krymu do Gallipoli, gdzie został adiutantem komendanta obozu dla uchodźców cywilnych. Zamieszkał w Bułgarii. W 1932 r. współzakładał, a następnie uczył w gimnazjum dla gallipojczyków w Warnie. Jesienią 1941 r. wstąpił do Rosyjskiego Korpusu Ochronnego w Serbii. W 1950 r. wyjechał do Australii.